# Heiztag
Als Heiztag (HT) bezeichnet man einen Tag, an dem die gemessene mittlere Außentemperatur unterhalb der Heizgrenze liegt. An einem solchen Tag muss die Heizungsanlage angeschaltet werden, um die Innentemperatur auf einem gewünschten Wert zu halten. Die Zeit vom ersten bis zum letzten Heiztag der Wintersaison oder eine Abfolge von fünf Heiztagen nennt man Heizperiode.
Für die Heizgrenze werden verschiedene Daten zugrunde gelegt, sodass man die Heiztage indiziert:
- Nach der deutschen VDI-Richtlinie 2067/DIN 4108 T6 wird die Heizgrenze bei 15 °C und die Innentemperatur bei 20 °C angenommen, man gibt HT20/15 an.
- In Österreich,[5] der Schweiz[6] und Liechtenstein verwendet man eine Heizgrenze von 12 °C und Innentemperatur 20 °C, man gibt HT20/12 an.

Gemessen wird nach meteorologischem Standard in einer Wetterhütte in zwei Meter Höhe, für gebäudespezifische Messung auch die Außentemperatur schattseitig unter Dach.
Aus den Heiztagen errechnet man die Gradtagzahl/Heizgradtage (GTZ/HGT), einer Kenngröße des Produkts aus Temperatureinheiten (Kelvin) und Tagen je Jahr ([Kd/a]), die eine genauere Abschätzung des Heizbedarfs ermöglicht.

## Liste von Messwerten an einem Ort
| Ort                        | Staat      | Höhe * | Tage/a | HG    | Mittelungsperiode |
| -------------------------- | ---------- | ------ | ------ | ----- | ----------------- |
| Bregenz                    | Österreich | 424    | 210,0  | 20/12 | 1971–2000         |
| Neusiedl                   | Österreich | 135    | 193,2  | 20/12 | 1971–2000         |
| Graz-Uni                   | Österreich | 366    | 199,6  | 20/12 | 1971–2000         |
| Innsbruck-Uni              | Österreich | 578    | 204,1  | 20/12 | 1971–2000         |
| Klagenfurt                 | Österreich | 447    | 209,8  | 20/12 | 1971–2000         |
| Hörsching (Flughafen Linz) | Österreich | 298    | 212,2  | 20/12 | 1971–2000         |
| Sankt Pölten               | Österreich | 272    | 204,8  | 20/12 | 1971–2000         |
| Salzburg-Flughafen         | Österreich | 430    | 209,1  | 20/12 | 1971–2000         |
| Sonnblick 2                | Österreich | 3105   | 365,3  | 20/12 | 1971–2000         |
| Wien-Innere Stadt          | Österreich | 171    | 177,2  | 20/12 | 1971–2000         |
| Zwettl-Stift 1             | Österreich | 505    | 244,4  | 20/12 | 1971–2000         |